# Ville Räikkönen
Ville Räikkönen, född 14 februari 1972 i Tusby, är en finländsk före detta skidskytt.
Räikkönen blev olympisk bronsmedaljör på 10 kilometer vid vinterspelen 1998 i Nagano.